# Época de reyes
Época de reyes è l'album di debutto del duo venezuelano reggaeton Chino & Nacho, pubblicato il 10 luglio 2008.

## Tracce
CD 1:
1. Dentro de mí (feat. Don Omar)
2. Ese hombre soy yo
3. Tu caballero
4. Taqui
5. La esquina (Reloaded)
6. Vagabundo de amor (feat. Divino)
7. Voy a caer en la tentacion
8. Te estan buscando
9. Vuelve ya
10. Profesora (Reloaded)
11. You Make Me Feel (feat. Baroni)

CD 2:
1. Me mata, me mata
2. Contigo
3. Renacer
4. Una oportunidad / Dentro de mí (version bachata)
5. La pastillita (Reloaded)
6. Asi es el amor
7. Triste corazon (feat. Huascar Barradas)
8. Tu y yo (Reloaded)
9. Asi es el amor (version bachata)
10. Ese hombre soy yo (version salsa)

## Singoli
- Vagabundo de amor (2007)
- Dentro de mí (2008)
- Me mata, me mata (2008)